# Рагуза (Италия)
Вижте пояснителната страница за други значения на Рагуза.
Рагу̀за (на италиански: Ragusa) е град в Южна Италия, Сицилия. Столица на едноименната италианска провинция Рагуза. Населението е 73 084 жители според данни от преброяването през март 2009 г.